# Coleophoma fusiformis
Coleophoma fusiformis är en svampart som beskrevs av W.P. Wu, B. Sutton & Gange 1996. Coleophoma fusiformis ingår i släktet Coleophoma, divisionen sporsäcksvampar och riket svampar.   Inga underarter finns listade i Catalogue of Life.